# Intervention
Intervention (Brasil: Fora de Controle / Portugal: Viciados) é um filme de drama britânico de 2007 dirigido por Mary McGuckian. Ele ganhou o prêmio de Melhor Filme no Festival de Cinema de San Diego de 2007.
O filme só foi exibido em um cinema e arrecadou um total de $279 de bilheteria durante toda a sua exibição.

## Sinopse
O ator e produtor viciado, Mark, é trazido contra sua vontade de Londres para a clínica de reabilitação Vista Clara dirigida pelos psicólogos Bill e sua esposa Kelly. Mark é viciado em drogas, bebida e sexo e junta-se a alguns outros viciados em drogas. Quando o programa de tratamento exige a presença de seus familiares, a clínica convida a esposa de Mark, Jane, enquanto Mark envia um convite particular para sua namorada Pamela. O triângulo de amantes traz atritos entre as mulheres enquanto Bill e Kelly também têm problemas no relacionamento. Depois de um incêndio, a verdade sobre o amor e o compromisso é divulgada no Vista Clara

## Elenco
- Donna D'Errico - Pamela
- Charles Dance - investigador particular
- Gary Farmer - Bob
- Colm Feore - Bill
- Kerry Fox - Kate
- Jenny Gabrielle - Olivia
- Rupert Graves - Mark
- Ian Hart - Harry III Jr
- Andie MacDowell - Kelly
- Jennifer Tilly - Jane